# Biedniak
Biedniak - określenie najbiedniejszej grupy chłopów stosowane w Polsce od 1944 roku. Szczególnie często było używane w okresie kolektywizacji w latach 1948–1956. 
Władze dążąc do kolektywizacji starały się rozbić wieś na trzy kategorie: kułaków, średniaków i biedniaków. Biedniakom, a początkowo i średniakom proponowano wiele przywilejów za przystąpienie do spółdzielni produkcyjnych. Grupa biedniaków uważana była za naturalnego sprzymierzeńca komunistów na wsi. Biedniacy w połączeniu z częścią średniaków mieli pomóc w rozprawie z kułakami, czyli w rozkułaczeniu wsi. Faktycznie zaliczenie do poszczególnych grup zależało przede wszystkim od stosunku do przeprowadzanej kolektywizacji i samej partii.
Termin pochodzi z ZSRR, został stworzony przez aktywistów partyjnych podczas kolektywizacji. W Polsce termin ten jest prostym zapożyczeniem i praktyczne przestał być używany po roku 1970.